# Mieścisko (gemeente)
De gemeente Mieścisko is een landgemeente in het Poolse woiwodschap Groot-Polen, in powiat Wągrowiecki.
De zetel van de gemeente is in Mieścisko.
Op 30 juni 2004 telde de gemeente 5862 inwoners.

## Oppervlakte gegevens
In 2002 bedroeg de totale oppervlakte van gemeente Mieścisko 135,62 km², waarvan:
- agrarisch gebied: 77%
- bossen: 15%

De gemeente beslaat 13,03% van de totale oppervlakte van de powiat.

## Demografie
Stand op 30 juni 2004:
| Omschrijving                   | Totaal | Totaal | Vrouwen | Vrouwen | Mannen | Mannen |
| ------------------------------ | ------ | ------ | ------- | ------- | ------ | ------ |
| eenheid                        | aantal | %      | aantal  | %       | aantal | %      |
| inwoners                       | 5862   | 100    | 2915    | 49,7    | 2947   | 50,3   |
| bevolkingsdichtheid (inw./km²) | 43,2   | 43,2   | 21,5    | 21,5    | 21,7   | 21,7   |

In 2002 bedroeg het gemiddelde inkomen per inwoner 1383,9 złoty.

## Schoutambachten
Tot de gemeente Mieścisko behoren 22 schoutambachten (sołectwa); gecursiveerd tussen haakjes staan de historische Duitse namen.
| - Budziejewko (Ruhstein) - Budziejewo - Gołaszewo (Groß Golle, 1943–1945 Großgolle) - Gorzewo (Gorzewo) - Jaroszewo Drugie - Jaroszewo Pierwsze - Jaworówko (Liebenau) - Kłodzin (Kludsin) - Mieścisko (Markstädt, 1943–1945 Markstädt (Wartheland)) - Miłosławice (Miloslawitz, 1939–1945 Bödekersdorf) - Mirkowice (Groß Mirkowitz) | - Nieświastowice (Nieswiastowitz, 1939–1945 Nasseweide) - Piastowice (Springberg) - Pląskowo (Plonskowo Dorf, 1939–1945 Moorsand) - Podlesie Kościelne (Kirchenpodlesche) - Podlesie Wysokie (Hohenwalden) - Popowo Kościelne (Kirchenpopowo) - Sarbia (Niederwalden) - Wiela (Altdorf) - Zakrzewo - Zbietka (Heinshof) - Żabiczyn (Zabitschin, 1939–1945 Froschdorf) |

## Buurten
Bovendien behoren er tot de gemeente Mieścisko enkele buurten zonder administratieve status.
| - Gółka (Klein Golle) - Mirkowiczki (Klein Mirkowitz, 1939–1945 Klein Mirkhof) - Popowo-Huby - Popowo-Kolonia | - Strzeszkowo - Wybranówko - Wymysłowo |

## Aangrenzende gemeenten
Damasławek, Janowiec Wielkopolski, Kłecko, Mieleszyn, Skoki, Wągrowiec

## Stedenbanden
Vanuit de gemeente Mieścisko wordt een stedenband onderhouden met:
- De Bilt (Nederland)